# Conny Borg
Conny Borg, född 20 april 1938 i Enskede, svensk balettdansör.

## Koreografi
Svansjön, Giselle, Nötknäpparen, Cinderella, samt andra klassiska mindre baletter såväl som Nyskapande Moderna Dansföreställningar.
Dessutom koreografi till teaterföreställningar, film, revyer, musikaler med mera.

## Regi och manus
- 2000 - Inte faan

Har som regissör iscensatt musikteaterföreställningar som till exempel: Oklahoma, I'm putting my act together, A Chorus Line, West Side Story, Cyrano de Bergerac, familjeföreställningen Pomperipossas syster på Operan. Teaterbåten, Czardasfurstinnan, Läderlappen, Glada Änkan, Carmen.
Tillsammans med Pierre Fränckel musikalen Röde Orm på Malmö Stadsteater.
Iscensatte som regissör Kungliga Teaterns och Historiska Museets uruppförande av Torsten Nilssons opera  Malin. Regisserat för Operastudio 67 sedan 2000.

## Skådespelare
Som skådespelare har han bland annat spelat Greve Almaviva i Figaros bröllop och dessutom gjort huvudrollen Zack i A Chorus Line både i Stockholm och på Teater des Westens i Berlin. Spelade Puskin mot Arja Saijonmaa i musikalen Kavallerijungfrun på Södra teatern.

## Filmografi roller
- 1949 – Sven Tusan
- 1957 – Med glorian på sned
- 1964 – Klänningen

## Teater

### Roller (urval)
| År   | Roll           | Produktion                                                                                 | Regi            | Teater                   |
| ---- | -------------- | ------------------------------------------------------------------------------------------ | --------------- | ------------------------ |
| 1979 | Zach           | A Chorus Line Marvin Hamlish och Edward Kleban                                             | Michael Bennett | Oscarsteatern            |
| 1982 | Djävulen       | Historien om en soldat (L'histoire du soldat) Igor Stravinskij och Charles-Ferdinand Ramuz | Åke Lindström   | Kulturhuset              |
| 1985 | Greve Almaviva | Figaros bröllop (La Folle Journée, ou Le Mariage de Figaro) Pierre de Beaumarchais         | Hans Polster    | Helsingborgs stadsteater |

### Koreografi
| År   | Produktion           | Upphovsmän                                           | Regi                           | Teater            |
| ---- | -------------------- | ---------------------------------------------------- | ------------------------------ | ----------------- |
| 1978 | Röde Orm från Kullen | Lars Björkman, Pierre Fränckel och Bengt-Arne Wallin | Pierre Fränckel och Conny Borg | Malmö stadsteater |